# Сигаярви
Сигаярви (Сига-ярви) — озеро на территории Лендерского сельского поселения Муезерского района Республики Карелия.

## Общие сведения
Площадь озера — 0,8 км². Располагается на высоте 165,2 метров над уровнем моря.
Форма озера лопастная, продолговатая, вытянуто с северо-запада на юго-восток. Берега озера каменисто-песчаные, местами заболоченные.
Протокой, вытекающий из северо-восточной оконечности озера, соединяется с озером Тулос.
Населённые пункты возле озера отсутствуют. Ближайший — посёлок Кимоваара — расположен в 27 км к северо-востоку от озера.
Озеро расположено в 6,5 км от Российско-финляндской границы.
Код объекта в государственном водном реестре — 01050000111102000011189.